# La isla mínima
La isla mínima (en català: la illa mínima) és una pel·lícula espanyola de 2014 dirigida per Alberto Rodríguez Librero.

## La pel·lícula
Aquest llargmetratge va ser presentar a la 62 edició del Festival Internacional de Cinema de Sant Sebastià el setembre del 2014, allà va ser guardonat amb la Conquilla de Plata al millor actor per a Javier Gutiérrez i el premi del jurat a la millor fotografia per a Alex Catalán. Va ser la gran triomfadora de la XXIX edició dels prestigiosos Premis Goya, on va obtenir 10 guardons, entre ells el de millor pel·lícula.
Els actors principals que interpreten a la parella de policies són Raúl Arévalo i Javier Gutiérrez, que amb l'ambient que es mouen els personatges, ha fet que alguns hi vegin trets americanitzats que recorden a la sèrie policíaca estatunidenca True Detective.
La pel·lícula ha sigut definida com un 'thriller' policíac asfixiant amb una subtrama sociopolítica ambientada en l'encant del sud de la península. Considerada una de les millors pel·lícules espanyoles de l'any. El director va inspirar-se en una exposició del fotògraf sevillà Atín Aya sobre els aiguamolls del Guadalquivir i considera que el resultat obtingut és la barreja de la influència que ha rebut del cinema durant aquests últims 30/40 anys i la novel·la negra, des de directors com Pilar Miró a Ladislao Vajda i pel·lícules com l'esquer o Conspiració de silenci.

## Sinopsi
L'any 1980, en un poblet dels aiguamolls del riu Guadalquivir, un lloc oblidat on sembla que el temps no passa, dues adolescents desapareixen durant les festivitats de la vila. Tots els joves volen marxar a viure fora i alguns s'escapen de casa per a aconseguir-ho. Rocío, mare de les dues noies, aconsegueix que un jutge de la comarca, Andrade, s'interessa per elles. Des de Madrid envien dos detectius d'homicidis, en Pedro i en Juan, d'ideologia i de mètodes totalment oposats, que per diferents motius passen una temporada difícil.

## Repartiment
- Raúl Arévalo com a Pedro Suárez.
- Javier Gutiérrez com a Juan Robles.
- Antonio de la Torre com a Rodrigo.
- Nerea Barros com a Rocío.
- Jesús Castro com a Joaquín Varela "Quini".
- Mercedes León com a Señora Casa Coto.
- Adelfa Calvo com a Fernanda
- Manolo Solo com a periodista.
- Cecilia Villanueva com a María.
- Salva Reina com a Jesús.
- Jesús Carroza com a Miguel.
- Juan Carlos Villanueva com al jutge Andrade.
- Alberto González com a Alfonso Corrales.
- Manuel Salas com a Sebastián Rovira Gálvez.
- Ana Tomen com a Marina.
- Beatriz Cotobal com a la mare de Marina.
- Marga Reyes Castellot com a Macarena.

## Premis
La pel·lícula ha sigut guardonada amb:
- Concha de Plata del Festival de San Sebastián 2014 al millor actor per a Javier Gutiérrez.

- Premi del jurat del Festival de San Sebastián 2014 a la millor fotografia per a Álex Catalán.

- 2 Premio Forqué 2014: al millor llargmetratge de ficció i al millor actor per a Javier Gutiérrez.

- 5 Premios Feroz: a la millor pel·lícula (drama), a la millor direcció per a Alberto Rodríguez, al millor actor protagonista per a Javier Gutiérrez, a la millor música original per a Julio de la Rosa i al millor tràiler.

- Premio del públic en la 28a gal·la de l'Acadèmia del Cine Europeu, celebrada en 2015 en Berlín.

La pel·lícula va comptar amb 17 candidatures als Goya a la seva 29a edició i va obtenir 10 premis:
| Categoria                        | Persona                                               | Resultat   |
| -------------------------------- | ----------------------------------------------------- | ---------- |
| Millor Pel·lícula                | Millor Pel·lícula                                     | Guanyadora |
| Millor Director                  | Alberto Rodríguez                                     | Guanyador  |
| Millor Actor Protagonista        | Javier Gutiérrez                                      | Guanyador  |
| Millor Actor Protagonista        | Raúl Arévalo                                          | Nominat    |
| Millor actriu de repartiment     | Mercedes León                                         | Nominada   |
| Millor actor de repartiment      | Antonio de la Torre                                   | Nominat    |
| Millor actriu revelació          | Nerea Barros                                          | Guanyadora |
| Millor guió original             | Rafael Cobos Alberto Rodríguez                        | Guanyadors |
| Millor música original           | Julio de la Rosa                                      | Guanyador  |
| Millor fotografia                | Alex Catalán                                          | Guanyador  |
| Millor muntatge                  | José M. G. Moyano                                     | Guanyador  |
| Millor direcció artística        | Pepe Domínguez                                        | Guanyador  |
| Millor dirección de producció    | Manuela Ocón                                          | Nominada   |
| Millor disseny de vestuari       | Fernando García                                       | Guanyador  |
| Millor maquillatge i perruqueria | Yolanda Piña Sylvie Imbert                            | Nominades  |
| Millor so                        | Daniel de Zayas Nacho Royo-Villanova Pelayo Gutiérrez | Nominats   |
| Millors efectes especials        | Pedro Moreno Juan Ventura Pecellín                    | Nominats   |

Medalles del Cercle d'Escriptors Cinematogràfics
| Categoria               | Persona                        | Resultat   |
| ----------------------- | ------------------------------ | ---------- |
| Millor Pel·lícula       | Millor Pel·lícula              | Guanyadora |
| Millor Director         | Alberto Rodríguez              | Guanyador  |
| Millor Actor            | Javier Gutiérrez               | Guanyador  |
| Millor Actor            | Raúl Arévalo                   | Nominat    |
| Millor Actor Secundari  | Antonio de la Torre            | Nominat    |
| Millor actriu revelació | Nerea Barros                   | Guanyadora |
| Millor guió original    | Rafael Cobos Alberto Rodríguez | Guanyadors |
| Millor música           | Julio de la Rosa               | Guanyador  |
| Millor fotografia       | Alex Catalán                   | Guanyador  |
| Millor muntatge         | José M. G. Moyano              | Guanyador  |

59 edició dels Premis Sant Jordi
| Categoría                            | Persona          | Resultado |
| ------------------------------------ | ---------------- | --------- |
| Millor actor en pel·lícula espanyola | Javier Gutiérrez | Guanyador |
| Millor actor en pel·lícula espanyola | Raúl Arévalo     | Guanyador |

Premis Platino
| Any  | Categoria                                  | Candidat                                                | Resultat  |
| ---- | ------------------------------------------ | ------------------------------------------------------- | --------- |
| 2014 | Millor Pel·lícula Iberoamericana de Ficció |                                                         | Nominat   |
| 2014 | Millor Direcció                            | Alberto Rodríguez Librero                               | Nominat   |
| 2014 | Millor Interpretació Masculina             | Javier Gutiérrez Álvarez                                | Nominat   |
| 2014 | Millor Guió                                | Rafael Cobos, Alberto Rodríguez Librero                 | Nominats  |
| 2014 | Millor Música Original                     | Julio de la Rosa                                        | Nominat   |
| 2014 | Millor Direcció de Muntatge                | José M. G. Moyano                                       | Nominat   |
| 2014 | Millor Direcció d'Art                      | Pepe Domínguez                                          | Nominat   |
| 2014 | Millor Direcció de Fotografia              | Álex Catalán                                            | Guanyador |
| 2014 | Millor Direcció de So                      | Daniel de Zayas, Pelayo Gutiérrez, Nacho Royo-Villanova | Nominat   |

## Ruta turística
En vista de l'èxit de la pel·lícula, on despunten uns paisatges sobrecollidors; la Diputació de Sevilla, juntament amb l'Andalucía Film Comission (AFC) i la Junta d'Andalucía crearen una ruta turística que recorre els escenaris del rodatge i que comprèn diferents localitzacions com La Puebla del Río, Isla Mayor, Finca Veta la Palma, Vetaherrado, el Poblado Cotemsa, Playa de los Morenos i el Brazo de los Jerónimos i la Isla Mínima.